# Steven Todd
Steven Todd (* 1. Februar 1980 in Aschaffenburg) ist ein deutscher Bodybuilder und Fitnessmodel. Seine größten Erfolge feierte er in der Men’s Physique Klasse. Todd lebt in Berlin.

## Sportliche Laufbahn
Steven Todd, geboren im bayerischen Aschaffenburg, startete nach sportlichen Erfahrungen in Ringen und Fußball erst vergleichsweise spät in seine Bodybuildinglaufbahn: Erst 2008 meldete sich Todd im Alter von 28 Jahren in einem Fitnessstudio an – und begann so aktiv mit dem Kraftsport. Sechs Jahre später gab er dann sein Wettkampfdebüt. Gleich in seiner ersten Wettkampfsaison gewann Todd die Internationale Deutsche Newcomer Meisterschaft und siegte bei mehreren Landesmeisterschaften. Der sportliche Höhepunkt des Jahres 2014 war für Todd aber der Gesamtsieg bei der 55. Deutschen  Meisterschaft des DBFV in der Men‘s Physique Klasse.
Im Jahr darauf feierte Todd bei einem der renommiertesten Wettkämpfe für Bodybuildingamateure den größten Erfolg seiner Wettkampfsaison: Todd erreichte bei den Arnold Classic Amateur in Columbus, Ohio, in seiner Klasse das Finale. In den Folgejahren vertrat Todd das deutsche Amateurbodybuilding weiter international.
Nach mehreren Finalteilnahmen bei internationalen Wettkämpfen (u. a. Ben Weider Legacy Cup in Lahti, Finnland) feierte Todd schließlich seinen letzten Sieg bei den Bayerischen Meisterschaften 2017.
Todd trat mehrfach in für Europas größte Fitnesskette McFit produzierten Trainingsvideos auf. Mit Todds Körper und Gesicht wird heute vor allem in Fitnessstudios europaweit für Sportnahrung einer Marke der RSG Group geworben.

## Sonstiges
Neben seiner Tätigkeit als Athlet und Fitnessmodell begann Todd, Kuchen- und Tortenrezepte mit einem hohen Anteil an Eiweiß und wenig oder gar keinen Zucker enthalten zu entwickeln. Aus dieser Idee entwickelte sich in Zusammenarbeit mit Rainer Schaller, Gründer der McFIT-Kette, das Unternehmen Steven Baker. Die Kuchenmanufaktur ist eine Marke der RSG Group.

## Erfolge
- 2014 Sieger Internationale Deutsche Newcomer Meisterschaft (Men’s Physique)
- 2014 Sieger Fränkische Meisterschaften (Men’s Physique und Gesamtsieger)
- 2014 Sieger Bayerische Meisterschaften (Men’s Physique und Gesamtsieger)[5]
- 2014 Sieger 55. Deutsche Meisterschaften des DBFV (Men’s Physique und Gesamtsieger)[6]
- 2015 Finalteilnahme Arnold Classic Amateur in Columbus, Ohio
- 2016 4. Platz Ben Weider Legacy Cup in Lahti, Finnland
- 2016 4. Platz Loaded Cup, Bochum
- 2017 Sieger Bayerische Meisterschaften (Muscular Physique Klasse)